# 이병학 (1957년)
이병학(1957년 4월 15일 ~ )은 대한민국의 정치인이다. 제41대 부안군수를 역임했다.

## 역대 선거 결과
|  | 31.3% |

|  | 60.87% |

|  | 51.08% |

|  | 46.34% |

|  | 47.40% |